# Wielkopolskie Towarzystwo Kółek Rolniczych
Wielkopolskie Towarzystwo Kółek Rolniczych – organizacja rolnicza założona w 1928 r. w celu upowszechnianie oświaty i postępu rolniczego, szerzenia umiejętności pracy zawodowej, pogłębienia poczucia przynależności narodowej oraz podniesienia kultury szerokich sfer rolnictwa. Podstawową jednostką organizacyjną Towarzystwa były kółka rolnicze.
Siedzibą Towarzystwa był Poznań.

## Działalność
Wielkopolska charakteryzowała się długoletnią tradycja w organizowaniu ruchu chłopskiego. Przykładem tego było zorganizowanie w 1851 r. Kółek Rolniczo-Włościańskich w Wielkim Księstwie Poznańskim, mających na celu pouczać członków o sposobach nowoczesnego postępowania w gospodarstwach rolnych, ze szczególnym wskazaniem uprawy roli, obsługi inwentarza, a także zwracania uwagi na kwestie ekonomiczne i oszczędnościowe.
W roku 1861 powołane zostało Centralne Towarzystwo Gospodarcze dla propagowania wśród ziemian postępowych form gospodarowania. W 1866 r. w Dolsku zorganizowane zostało włościańskie kółka rolnicze, jako jedne z pierwszych na ziemiach polskich. W swym programie działania przewidywało ono szerzenie oświaty wśród chłopów i pomoc w samodzielnym gospodarowaniu w warunkach rozwijającego się kapitalizmu. Kółka początkowo rozwijały się w formie niezrzeszonej przy wydatnej pomocy ziemian z Centralnego Towarzystwa Gospodarczego. W latach siedemdziesiątych Centralne Towarzystwo Gospodarcze uznało, iż należy powołać ogólnego opiekuna dla wszystkich kółek w charakterze patrona. Pierwszym patronem został aktywny działacz kółek Maksymilian Jackowski. Zarówno pierwszy patron, jak i jego następcy byli jednocześnie członkami zarządu Centralnego Towarzystwa Gospodarczego. Dla pomocy w terenie patron powoływał w zależności od swego uznania wicepatronów obejmujących zasięgiem kółka w kilku powiatach. W ten sposób z jednej strony Centralne Towarzystwo Gospodarcze całkowicie objęło kontrolą wszystkie kółka rolnicze, z drugiej zaczęło kształtować strukturę organizacyjną przyszłego Związku Poznańskich Kółek Rolniczych, który powstał 1911 r.
Wielkopolska należała do regionu o najwyższym nasyceniu zarówno liczbą kółek rolniczych, jak i członków. Po odzyskaniu niepodległości w 1919 r. w ruchu kółkowym pojawiły się dwa odrębne nurty. Do 1920 r. Centralne Towarzystwo Gospodarcze wraz z filialnymi towarzystwami rolniczymi sprawowały ścisły patronat nad kółkami rolniczymi. W 1926 r. Centralne Towarzystwo Gospodarcze po połączeniu się ze Zjednoczeniem Producentów Rolnych, Związkiem Dzierżawców I Dóbr Państwowych oraz Towarzystwem Urzędników Gospodarczych przekształciło się w Wielkopolskie Towarzystwo Rolnicze. W 1928 r. Wielkopolskie Towarzystwo Rolnicze organizacyjnie zostało zespolone ze Związkiem Poznańskich Kółek Rolniczych i utworzono jedną organizację w postaci w Wielkopolskiego Towarzystwa Kółek Rolniczych.
Według statutu podstawowym celem Towarzystwa było:
- zespolenie zamierzeń i prac wszystkich rolników, bez względu na obszar posiadanej ziemi, dla podniesienia i obrony rolnictwa i przemysłu rolniczego;
- szerzenie oświaty rolniczej i postępu rolniczego;
- wyrabianie u członków poczucia współpracy społecznej i ducha obywatelskiego;
- szerzenie i popieranie idei spółdzielczości rolniczej;
- regulowanie stosunków pracy i płacy pomiędzy pracodawcami i pracobiorcami w rolnictwie;
- obrona interesów swych członków.

W całej swej pracy współdziała Towarzystwo z Wielkopolską Izbą Rolniczą, w ramach układu zawartego z tą organizacją.
Członkami Towarzystwa były:
- osoby fizyczne i prawne, będące członkami kółek rolniczych;
- osoby prawne, nie będące członkami kółek rolniczycha przyjęte przez Radę Główną Towarzystwa lub Radę Powiatowego Oddziału;
- członkowie honorowi Towarzystwa.

Ustrój Towarzystwa tworzyły:
- kółka rolnicze jako podstawowego ogniwo Towarzystwa,
- powiatowe oddziały Towarzystwa jako pośrednie organizacje obejmujące teren jednego powiatu,
- Walne Zgromadzenie stanowiące najwyższą władzę Towarzystwa,
- Rada Główna składająca się z Prezesa i 15 członków wybranych przez Walne Zgromadzenie,
- Dyrekcji Towarzystwa jako organu wykonawczego Rady Głównej, a zarazem jako Zarząd Towarzystwa.

W skład Dyrekcji wchodziły następujące wydziały:
- wydział organizacyjno- administracyjny,
- wydział oświaty,
- wydział prawny,
- wydział pracy,
- wydział ekonomiczno-społeczny.

### Liczba kółek rolniczych
Według danych J. Borkowskiego i A. Gurnicza liczba kółek rolniczych i członków w poszczególnych latach przedstawiała się następująco:
| Rok  | Liczba kółek rolniczych | Liczba członków | Średnia liczba członków w kółku rolniczym |
| 1919 | 348                     | –               | –                                         |
| 1920 | 370                     | 17000           | 45                                        |
| 1921 | 449                     | 20000           | 44                                        |
| 1922 | 464                     | 18000           | 39                                        |
| 1923 | 478                     | 18000           | 38                                        |
| 1924 | 494                     | 19236           | 40                                        |
| 1925 | 516                     | –               | –                                         |
| 1926 | 509                     | 18658           | 37                                        |
| 1927 | 567                     | 20238           | 36                                        |
| 1928 | 598                     | 27835           | 46                                        |
| 1929 | 631                     | 32071           | 51                                        |
| 1930 | 645                     | 33293           | 52                                        |
| 1932 | 658                     | 32891           | 50                                        |
| 1933 | 659                     | 31174           | 47                                        |
| 1934 | 661                     | 28915           | 44                                        |
| 1935 | 687                     | 29468           | 43                                        |
| 1936 | 709                     | 32025           | 45                                        |
| 1937 | 735                     | 33243           | 45                                        |
| 1938 | 771                     | 34656           | 45                                        |

### Majątek Towarzystwa
Majątek Towarzystwa tworzono z:
- ze składek członkowskich,
- z zapisów i subwencji,
- z opłat za korzystanie z urządzeń i działalności Towarzystwa,
- z ruchomości i nieruchomości.

Według danych J. Borkowskiego i A. Gurnicza finanse centrali Towarzystwa przedstawiały się następująco (w zł):
| Rok  | Suma składek wpłaconych do centrali | Procent realizacji w stosunku do składek deklarowanych | Składki osób prawnych | Subwencja Ministerstwa Rolnictwa |
| 1927 | –                                   | –                                                      | 62999                 | 75000                            |
| 1928 | 204517                              | 79                                                     | 67000                 | 76000                            |
| 1929 | 251181                              | 84                                                     | 65000                 | 95100                            |
| 1930 | 236752                              | 80                                                     | 6299                  | 118000                           |
| 1931 | 147734                              | 57                                                     | 49667                 | 22926                            |
| 1932 | 99659                               | 59                                                     | 26400                 | –                                |
| 1933 | 136425                              | 67                                                     | 20000                 | –                                |
| 1934 | 109428                              | 72                                                     | –                     | –                                |
| 1935 | 114296                              | 72                                                     | 3750                  | –                                |
| 1936 | –                                   | 78                                                     | –                     | –                                |
| 1937 | 128271                              | 81                                                     | 10200                 | –                                |